# Beccariola coccinella
Beccariola coccinella es una especie de coleóptero de la familia Endomychidae.

## Distribución geográfica
Habita en Sarawak y Malasia.